# Rudolf Diels
Rudolf Diels, född den 16 december 1900 i Berghausen, död den 18 november 1957 i Katzenelnbogen, var en tysk jurist och polisman. Han var den förste chefen för Gestapo, från 1933 till 1934.

## Biografi
Diels föddes i Berghausen i Taunus år 1900 som son till en lantbrukare. Han tjänstgjorde i tyska armén i slutet av första världskriget, och därefter studerade han juridik vid universitet i Marburg, där han erhöll sina sedermera karkateristiska ärr.
Vid Adolf Hitlers maktövertagande den 30 januari 1933 kom den preußiska polisen under Hermann Görings ledning och Diels blev chef för Preußische Geheimpolizei, ur vilken Gestapo bildades i april 1933. Diels ledde förhören med Marinus van der Lubbe efter riksdagshusbranden den 27 februari 1933, och hävdade den numera etablerade linjen att van der Lubbe agerat ensamt i ett herostratiskt dåd. Som ansvarig för Gestapo under regimens första år inrättade han de första koncentrationslägren. 
I och med en maktkamp mellan Göring och Heinrich Himmler, som slutade med att Himmler tog över Gestapo, tvingades Diels lämna sin post till förmån för Reinhard Heydrich, Himmlers skyddsling, den 1 april 1934. Till detta kan också den återhållsamma och sakliga hållningen i van der Lubbefrågan ha bidragit. Han utsågs istället till Regierungspräsident i Köln, men efter att ha hamnat i konflikt med Josef Terboven förflyttades DIels till Hannover. Han motsatte sig judedeportationerna och avpolleterades 1940, men undvek fängelse tills efter 20 juli-kuppen. Diels internerades av Gestapo, men överlevde sista krigsårets blodiga utrensningar. 
Efter andra världskriget kallades Diels som vittne vid Nürnbergprocessen (1945–1946), inklusive som försvarsvittne åt Göring, vars kusin han gift sig med. År 1949 publicerade han självbiografin Lucifer ante Portas: Es spricht der erste Chef der Gestapo. Han arbetade för delstatsregeringen i Niedersachsen och senare för inrikesdepartementet till sin pension 1953. Diels omkom i en jaktolycka 1957, enligt vissa misstankar dödad i repressalier mot gamla regimföreträdare.